# Beauvais (quận)
Quận Beauvais là một quận của Pháp, nằm ở tỉnh Oise, ở vùng Hauts-de-France. Quận này có 14 tổng và 258 xã.

## Các đơn vị hành chính

### Các tổng
Các tổng của quận Beauvais là: 
1. Auneuil
2. Beauvais-Nord-Est
3. Beauvais-Nord-Ouest
4. Beauvais-Sud-Ouest
5. Chaumont-en-Vexin
6. Le Coudray-Saint-Germer
7. Crèvecoeur-le-Grand
8. Formerie
9. Grandvilliers
10. Marseille-en-Beauvaisis
11. Méru
12. Nivillers
13. Noailles
14. Songeons

### Các xã
Các xã của quận Beauvais, và mã INSEE là: 
| 1. Abancourt (60001)                  | 2. Abbecourt (60002)                   | 3. Achy (60004)                       | 4. Allonne (60009)                    |
| 5. Amblainville (60010)               | 6. Andeville (60012)                   | 7. Anserville (60018)                 | 8. Auchy-la-Montagne (60026)          |
| 9. Auneuil (60029)                    | 10. Auteuil (60030)                    | 11. Bachivillers (60038)              | 12. Bailleul-sur-Thérain (60041)      |
| 13. Bazancourt (60049)                | 14. Beaudéduit (60051)                 | 15. Beaumont-les-Nonains (60054)      | 16. Beauvais (60057)                  |
| 17. Berneuil-en-Bray (60063)          | 18. Berthecourt (60065)                | 19. Blacourt (60073)                  | 20. Blancfossé (60075)                |
| 21. Blargies (60076)                  | 22. Blicourt (60077)                   | 23. Boissy-le-Bois (60080)            | 24. Bonlier (60081)                   |
| 25. Bonnières (60084)                 | 26. Bornel (60088)                     | 27. Boubiers (60089)                  | 28. Bouconvillers (60090)             |
| 29. Boury-en-Vexin (60095)            | 30. Boutavent (60096)                  | 31. Boutencourt (60097)               | 32. Bouvresse (60098)                 |
| 33. Bresles (60103)                   | 34. Briot (60108)                      | 35. Brombos (60109)                   | 36. Broquiers (60110)                 |
| 37. Buicourt (60114)                  | 38. Campeaux (60122)                   | 39. Canny-sur-Thérain (60128)         | 40. Catheux (60131)                   |
| 41. Cauvigny (60135)                  | 42. Cempuis (60136)                    | 43. Chambors (60140)                  | 44. Chaumont-en-Vexin (60143)         |
| 45. Chavençon (60144)                 | 46. Choqueuse-les-Bénards (60153)      | 47. Conteville (60161)                | 48. Corbeil-Cerf (60162)              |
| 49. Cormeilles (60163)                | 50. Courcelles-lès-Gisors (60169)      | 51. Crèvecœur-le-Grand (60178)        | 52. Crillon (60180)                   |
| 53. Croissy-sur-Celle (60183)         | 54. Cuigy-en-Bray (60187)              | 55. Daméraucourt (60193)              | 56. Dargies (60194)                   |
| 57. Delincourt (60195)                | 58. Doméliers (60199)                  | 59. Élencourt (60205)                 | 60. Énencourt-Léage (60208)           |
| 61. Énencourt-le-Sec (60209)          | 62. Éragny-sur-Epte (60211)            | 63. Ernemont-Boutavent (60214)        | 64. Escames (60217)                   |
| 65. Esches (60218)                    | 66. Escles-Saint-Pierre (60219)        | 67. Espaubourg (60220)                | 68. Fay-les-Étangs (60228)            |
| 69. Feuquières (60233)                | 70. Flavacourt (60235)                 | 71. Fleury (60239)                    | 72. Fontaine-Bonneleau (60240)        |
| 73. Fontaine-Lavaganne (60242)        | 74. Fontaine-Saint-Lucien (60243)      | 75. Fontenay-Torcy (60244)            | 76. Formerie (60245)                  |
| 77. Fosseuse (60246)                  | 78. Fouilloy (60248)                   | 79. Fouquenies (60250)                | 80. Fouquerolles (60251)              |
| 81. Francastel (60253)                | 82. Fresneaux-Montchevreuil (60256)    | 83. Fresne-Léguillon (60257)          | 84. Frocourt (60264)                  |
| 85. Gaudechart (60269)                | 86. Gerberoy (60271)                   | 87. Glatigny (60275)                  | 88. Goincourt (60277)                 |
| 89. Gourchelles (60280)               | 90. Grandvilliers (60286)              | 91. Grémévillers (60288)              | 92. Grez (60289)                      |
| 93. Guignecourt (60290)               | 94. Hadancourt-le-Haut-Clocher (60293) | 95. Halloy (60295)                    | 96. Hannaches (60296)                 |
| 97. Hanvoile (60298)                  | 98. Hardivillers-en-Vexin (60300)      | 99. Haucourt (60301)                  | 100. Haudivillers (60302)             |
| 101. Hautbos (60303)                  | 102. Haute-Épine (60304)               | 103. Hécourt (60306)                  | 104. Hénonville (60309)               |
| 105. Herchies (60310)                 | 106. Héricourt-sur-Thérain (60312)     | 107. Hermes (60313)                   | 108. Hétomesnil (60314)               |
| 109. Hodenc-en-Bray (60315)           | 110. Hodenc-l'Évêque (60316)           | 111. Ivry-le-Temple (60321)           | 112. Jaméricourt (60322)              |
| 113. Jouy-sous-Thelle (60327)         | 114. Juvignies (60328)                 | 115. Laboissière-en-Thelle (60330)    | 116. Labosse (60331)                  |
| 117. Lachapelle-aux-Pots (60333)      | 118. Lachapelle-Saint-Pierre (60334)   | 119. Lachapelle-sous-Gerberoy (60335) | 120. Lachaussée-du-Bois-d'Écu (60336) |
| 121. Lafraye (60339)                  | 122. La Houssoye (60319)               | 123. Lalande-en-Son (60343)           | 124. Lalandelle (60344)               |
| 125. La Neuville-d'Aumont (60453)     | 126. La Neuville-Garnier (60455)       | 127. La Neuville-sur-Oudeuil (60458)  | 128. La Neuville-Vault (60460)        |
| 129. Lannoy-Cuillère (60347)          | 130. Aux-Marais (60703)                | 131. Lattainville (60352)             | 132. Lavacquerie (60353)              |
| 133. Laverrière (60354)               | 134. Laversines (60355)                | 135. Lavilletertre (60356)            | 136. Le Coudray-Saint-Germer (60164)  |
| 137. Le Coudray-sur-Thelle (60165)    | 138. Le Crocq (60182)                  | 139. Le Déluge (60196)                | 140. Le Fay-Saint-Quentin (60230)     |
| 141. Le Gallet (60267)                | 142. Le Hamel (60297)                  | 143. Le Mesnil-Conteville (60397)     | 144. Le Mesnil-Théribus (60401)       |
| 145. Le Mont-Saint-Adrien (60428)     | 146. Le Saulchoy (60608)               | 147. Le Vaumain (60660)               | 148. Le Vauroux (60662)               |
| 149. Lhéraule (60359)                 | 150. Liancourt-Saint-Pierre (60361)    | 151. Lierville (60363)                | 152. Lihus (60365)                    |
| 153. Loconville (60367)               | 154. Lormaison (60370)                 | 155. Loueuse (60371)                  | 156. Luchy (60372)                    |
| 157. Maisoncelle-Saint-Pierre (60376) | 158. Marseille-en-Beauvaisis (60387)   | 159. Martincourt (60388)              | 160. Maulers (60390)                  |
| 161. Méru (60395)                     | 162. Milly-sur-Thérain (60403)         | 163. Moliens (60405)                  | 164. Monceaux-l'Abbaye (60407)        |
| 165. Monneville (60411)               | 166. Montagny-en-Vexin (60412)         | 167. Montherlant (60417)              | 168. Montjavoult (60420)              |
| 169. Montreuil-sur-Thérain (60426)    | 170. Monts (60427)                     | 171. Mortefontaine-en-Thelle (60433)  | 172. Morvillers (60435)               |
| 173. Mouchy-le-Châtel (60437)         | 174. Muidorge (60442)                  | 175. Mureaumont (60444)               | 176. Neuville-Bosc (60452)            |
| 177. Nivillers (60461)                | 178. Noailles (60462)                  | 179. Novillers (60469)                | 180. Offoy (60472)                    |
| 181. Omécourt (60476)                 | 182. Ons-en-Bray (60477)               | 183. Oroër (60480)                    | 184. Oudeuil (60484)                  |
| 185. Parnes (60487)                   | 186. Pierrefitte-en-Beauvaisis (60490) | 187. Pisseleu (60493)                 | 188. Ponchon (60504)                  |
| 189. Porcheux (60510)                 | 190. Pouilly (60512)                   | 191. Prévillers (60514)               | 192. Puiseux-en-Bray (60516)          |
| 193. Quincampoix-Fleuzy (60521)       | 194. Rainvillers (60523)               | 195. Reilly (60528)                   | 196. Ressons-l'Abbaye (60532)         |
| 197. Rochy-Condé (60542)              | 198. Romescamps (60545)                | 199. Rotangy (60549)                  | 200. Rothois (60550)                  |
| 201. Roy-Boissy (60557)               | 202. Saint-Arnoult (60566)             | 203. Saint-Aubin-en-Bray (60567)      | 204. Saint-Crépin-Ibouvillers (60570) |
| 205. Saint-Deniscourt (60571)         | 206. Sainte-Geneviève (60575)          | 207. Saint-Germain-la-Poterie (60576) | 208. Saint-Germer-de-Fly (60577)      |
| 209. Saint-Léger-en-Bray (60583)      | 210. Saint-Martin-le-Nœud (60586)      | 211. Saint-Maur (60588)               | 212. Saint-Omer-en-Chaussée (60590)   |
| 213. Saint-Paul (60591)               | 214. Saint-Pierre-es-Champs (60592)    | 215. Saint-Quentin-des-Prés (60594)   | 216. Saint-Samson-la-Poterie (60596)  |
| 217. Saint-Sulpice (60598)            | 218. Saint-Thibault (60599)            | 219. Saint-Valery (60602)             | 220. Sarcus (60604)                   |
| 221. Sarnois (60605)                  | 222. Savignies (60609)                 | 223. Senantes (60611)                 | 224. Senots (60613)                   |
| 225. Serans (60614)                   | 226. Sérifontaine (60616)              | 227. Silly-Tillard (60620)            | 228. Sommereux (60622)                |
| 229. Songeons (60623)                 | 230. Sully (60624)                     | 231. Talmontiers (60626)              | 232. Therdonne (60628)                |
| 233. Thérines (60629)                 | 234. Thibivillers (60630)              | 235. Thieuloy-Saint-Antoine (60633)   | 236. Tillé (60639)                    |
| 237. Tourly (60640)                   | 238. Trie-Château (60644)              | 239. Trie-la-Ville (60645)            | 240. Troissereux (60646)              |
| 241. Troussures (60649)               | 242. Valdampierre (60652)              | 243. Vaudancourt (60659)              | 244. Velennes (60663)                 |
| 245. Verderel-lès-Sauqueuse (60668)   | 246. Viefvillers (60673)               | 247. Villembray (60677)               | 248. Villeneuve-les-Sablons (60678)   |
| 249. Villers-Saint-Barthélemy (60681) | 250. Villers-Saint-Sépulcre (60685)    | 251. Villers-sur-Auchy (60687)        | 252. Villers-sur-Bonnières (60688)    |
| 253. Villers-sur-Trie (60690)         | 254. Villers-Vermont (60691)           | 255. Villotran (60694)                | 256. Vrocourt (60697)                 |
| 257. Wambez (60699)                   | 258. Warluis (60700)                   |                                       |                                       |